# ديلارد بروت
ديلارد بروت (بالإنجليزية: Dillard Pruitt)‏ هو لاعب غولف أمريكي، ولد في 24 سبتمبر 1961 في غرينفيل في الولايات المتحدة.

## وصلات خارجية
- ديلارد بروت على موقع رابطة لاعبي الغولف المحترفين (الإنجليزية)
- ديلارد بروت على موقع رابطة أوروبا للاعبي الغولف المحترفين (الإنجليزية)
- ديلارد بروت على موقع التصنيف العالمي الرسمي للغولف (الإنجليزية)